# Alita: Battle Angel
Alita: Battle Angel (conocida como Alita: Ángel de combate en España y Battle Angel: La última guerrera en Hispanoamérica) es una película estadounidense perteneciente al género de acción cyberpunk, basada en el manga japonés GUNNM del mangaka Yukito Kishiro, que se estrenó el 14 de febrero de 2019 en cines. La película fue producida por James Cameron y Jon Landau, y fue dirigida por Robert Rodriguez a partir de un guion de Cameron, Rodriguez y Laeta Kalogridis. Siendo la última película en ser distribuida por 20th Century Fox como estudio independiente tras ser adquirida por Disney el día 19 de marzo de 2019, la producción y el estreno se retrasaron repetidamente debido al trabajo de James Cameron en Avatar y sus secuelas. La película está protagonizada por Rosa Salazar en el papel principal de Alita, en los papeles secundarios Christoph Waltz, Keean Johnson y la participación antagónica de Jennifer Connelly, Mahershala Ali, Ed Skrein y Jackie Earle Haley.
Anunciada en 2003, la producción se retrasó repetidamente debido al trabajo de Cameron en Avatar (2009) y sus secuelas. Después de años de infierno en el desarrollo, Rodríguez fue anunciado como el director de Alita en abril de 2016, con Salazar como protagonista al mes siguiente. La fotografía principal comenzó en octubre de 2016 en Austin, Texas, principalmente en los Troublemaker Studios de Rodríguez, y duró hasta febrero de 2017.
Alita: Battle Angel tuvo su estreno mundial en el Odeon Leicester Square el 31 de enero de 2019, y fue lanzado en los Estados Unidos el 14 de febrero de 2019 por 20th Century Fox en formatos RealD 3D, Dolby Cinema 3D e IMAX 3D. Es la primera película producida por Lightstorm Entertainment desde Avatar. 
La película recaudó más de $404 millones en todo el mundo, por lo que es la película de mayor recaudación de Rodríguez. Recibió críticas mixtas de los críticos, con elogios por la actuación de Salazar, las escenas de acción y los efectos visuales, pero críticas por el guion.
Para el fin de semana de Halloween de 2020 la película fue reestrenada en los cines de Estados Unidos, principalmente en la cadena Cinemark tras una petición masiva de los fanes en las redes sociales, recaudando 127 millones de dólares, lo que hace eleva su recaudación a $531 millones.

## Argumento
En 2563, 300 años después de que la Tierra fuera devastada por una guerra catastrófica conocida como "La Caída", el científico Dr. Dyson Ido descubre una cyborg sin cuerpo con un cerebro humano intacto mientras busca partes en el depósito de chatarra masivo de Iron City. Ido une un nuevo cuerpo cyborg al cerebro y la llama "Alita", en honor a su hija fallecida. Alita se despierta sin recordar su pasado y rápidamente se hace amiga de Hugo, un joven que sueña con mudarse a la rica ciudad de Zalem. También conoce a la Dra. Chiren, la exesposa de Ido. Más tarde, Hugo enseña a Alita a jugar Motorball, un deporte de carreras jugado por gladiadores cyborg. Secretamente, Hugo le roba a los cyborgs sus partes para Vector, propietario del torneo de Motorball y el gobernante de facto de 'La Fábrica', la autoridad de gobierno de Iron City.
Una noche, Alita sigue a Ido; son emboscados por una pandilla de asesinos en serie liderados por Grewishka. Ido está herido y Alita lucha instintivamente utilizando "Panzer Kunst", un arte de combate perdido para cuerpos de máquinas. Ella mata a dos de los asesinos y daña a Grewishka, quien se retira. Ido revela que él es un Guerrero-Cazador, un cazarrecompensas contratado por La Fábrica. Grewishka acude a la Dra. Chiren, que trabaja para Vector, en busca de ayuda. A pesar de que Alita cree que pelear la ayudará a redescubrir su pasado, Ido la desalienta de convertirse en una Guerrera-Cazadora. Alita encuentra un cuerpo cyborg muy avanzado en una nave espacial que se estrelló fuera de la ciudad. Reconociendo que el cuerpo pertenecía a un Berserker (tropas de choque mortal de la nación enemiga Las Repúblicas Unidas de Marte (RUM) durante La Caída, de las cuales Alita era miembro) Ido se niega a instalar a Alita en él.
Frustrada con Ido, Alita se registra como una cazadora-guerrera. En el Kansas Bar, ella y Hugo no pueden reclutar a otros Guerreros-Cazadores para ayudarla a derrotar a Grewishka. Zapan, un acosador cyborg Guerrero-Cazador, provoca a Alita, y ella lo golpea severamente en una pelea, provocando una caótica pelea de bar hasta que Ido llega para intervenir. De repente aparece un Grewishka mejorado y desafía a Alita a un duelo, revelando que ha sido enviado por el señor supremo tecnócrata de Zalem, Nova, para destruirla. A pesar de sus habilidades de combate, Grewishka daña el cuerpo de Alita, antes de que Ido, Hugo y el criador de perros-Guerrero-Cazador McTeague lleguen y obliguen a Grewishka a retirarse. Ido se disculpa y trasplanta a Alita en el cuerpo de Berserker.
Después de enamorarse de Hugo, Alita entra en una carrera de pruebas de Motorball por el dinero del premio para enviar a Hugo a Zalem. La relación de Hugo con Alita lo lleva a decidir dejar su trabajo criminal. Se enfrenta a su compañero Tanji, pero Zapan aparece, mata a Tanji e incrimina a Hugo por el asesinato de otro cyborg. Hugo escapa por poco y llama a Alita en busca de ayuda; ella abandona la carrera y lo encuentra. Zapan encuentra a ambos y hiere mortalmente a Hugo. La Dra. Chiren, después de haber cambiado de opinión acerca de trabajar para Vector, ofrece su ayuda para salvar a Hugo al unir su cabeza cortada al sistema de soporte vital de Alita. Cuando Zapan descubre el truco e intenta detener a Alita, ella agarra su preciada espada de Damasco y lo hiere.
Ido trasplanta la cabeza de Hugo en un cuerpo cyborg y le revela a Alita que la oferta de Vector para ayudar a Hugo a llegar a Zalem fue una mentira. Como ciudadano exiliado de Zalem, Ido está seguro de que los ciudadanos de Iron City no pueden ingresar a Zalem sin convertirse en campeones de Motorball. Alita asalta La Fábrica y se enfrenta a Vector, quien revela que Chiren ha sido 'cosechada' por sus órganos. Vector convoca a Grewishka, pero el nuevo cuerpo de nanotecnología de Alita le permite destruirlo fácilmente. Ella obliga a Nova a hablar a través de Vector. Cuando Nova amenaza con dañar a sus amigos, Alita apuñala fatalmente a Vector.
Ido le dice a Alita que Hugo ha huido para subir un tubo de carga hacia Zalem. Alita lo alcanza y le suplica que regrese con ella. Finalmente acepta, pero un anillo de defensa serrado que Nova dejó caer destroza su cuerpo y lo arroja fuera del tubo. Alita lo atrapa pero no puede levantarlo. Hugo le agradece a Alita por salvarlo antes de caer a la muerte.
Meses después, Alita es una superestrella en ascenso en el torneo de Motorball. Animada por la multitud, se compromete a vengarse apuntando su espada cargada de plasma hacia Zalem, donde Nova observa desde arriba, sonriendo.

## Elenco
- Rosa Salazar como la protagonista Alita (también pronunciado Aelita), la heroína cyborg. Salazar interpretó el papel a través de la técnica de captura de movimiento.[8][9]
- Christoph Waltz como el Dr. Dyson Ido, un científico e ingeniero médico-cibernético, quien es el cuidador de Alita.[10]
- Mahershala Ali[11] como Vector, un empresario que maneja las carreras de combate de "Motorball".[12]
- Jennifer Connelly como la Dra. Chiren, exesposa de Ido y una experta en ingeniería médico-cibernética y empleada de Vector.[13]
- Ed Skrein como Zapan, un Cazador-Guerrero, el cual tiene la intención de matar a Alita.[14]
- Jackie Earle Haley[15] como Grewishka, un enorme cyborg que trabaja para Nova como su asesino personal.
- Keean Johnson como Hugo, el interés amoroso de Alita, quien también le enseña a jugar "Motorball".[16]
- Eiza González como Nyssiana, una asesina cyborg buscada y parte del equipo de Grewishka.[17]
- Rick Yune como el Maestro Clive Lee, un Cazador-Guerrero que alega tener más de 200 presas muertas en su registro.
- Idara Victor como la enfermera Gerhad, la asistente de Ido.
- Jorge Lendeborg Jr. como Tanji, un adolescente huérfano y practicante de "Motorball" callejero, amigo de Hugo.[18]
- Lana Condor como Koyomi, una adolescente huérfana y fotógrafa independiente, amiga de Hugo.[19]
- Leonard Wu como Kinuba, un jugador de "Motorball".[20]
- Marko Zaror como Ajakutty, un jugador de "Motorball".[21]
- Jeff Fahey como McTeague, un Cazador-Guerrero que lidera una jauría de perros cyborg.

En roles/cameos no acreditados: 
- Edward Norton como Nova, un poderoso científico de Zalem que tiene la habilidad de transferir su mente al cuerpo de otras personas.
- Michelle Rodriguez como Gelda, una guerrera cyborg del planeta Marte, entrenadora de Alita durante la guerra y jugadora de "Motorball".[22]
- Jai Courtney como Jashugan, actual 'Campeón' de "Motorball".

## Producción

### Desarrollo
Battle Angel Alita fue una serie de manga japonesa de género ciberpunk creada y escrita por Yukito Kishiro a principios de la década de 1990. El cineasta Guillermo del Toro se la mostró a su colega James Cameron, y este último se enamoró de inmediato del concepto.
El nombre de dominio "battleangelalita.com" fue registrado en James Cameron por 20th Century Fox alrededor de junio de 2000. Fox también registró el dominio "battleangelmovie.com". En abril de 2003, Moviehole informó que Cameron había confirmado que dirigiría una película de Battle Angel. Cameron confirmó que se estaba produciendo un guion para la película durante una entrevista en Tokudane! programa en Fuji TV el 4 de mayo de 2003. Originalmente estaba programado para ser su próxima producción después de la serie de televisión Dark Angel, que fue influenciada por Battle Angel Alita. Más tarde se programó para ser su próxima película después de Aliens of the Deep en enero de 2005.
En junio de 2005, The Hollywood Reporter afirmó que la película se estaba retrasando mientras Cameron desarrollaba una película conocida como Proyecto 880, que luego sería renombrada Avatar. Entertainment Weekly realizó una entrevista en febrero de 2006 en la que Cameron declaró que su trato con 20th Century Fox era que producía ambas películas. El artículo también afirmaba que Battle Angel estaba programado para ser lanzado en septiembre de 2009. En junio de 2006, Cameron comentó que Battle Angel era la segunda de las dos trilogías de películas planeadas que estaba desarrollando, siendo la primera Avatar.
En mayo de 2008, Cameron indicó que estaría trabajando en una película titulada The Dive, una biografía de los apneístas Francisco Ferreras y Audrey Mestre, retrasando así la película nuevamente. Ese julio, en la Comic-Con Internacional de San Diego, reiteró que todavía estaba comprometido a hacer la película. En diciembre de 2009, Cameron comentó durante una entrevista con MTV News que se había completado un guion para Battle Angel.
En febrero de 2010, el productor Jon Landau comentó durante una entrevista que estaba tratando de convencer a Cameron de cambiar el título de la película a Alita: Battle Angel. Landau también reveló que la guionista Laeta Kalogridis había trabajado en la escritura de la película. En agosto de 2010, Cameron declaró que la película "todavía estaba en [su] radar", pero no sabía cuándo lo haría. Sin embargo, ese octubre, confirmó que sus próximas películas serían dos secuelas de Avatar en lugar de Battle Angel. Todavía declaró que no tenía la intención de abandonar la película, afirmando que le encantaba demasiado el proyecto para entregarlo a otro director, pero reiteró en junio de 2011 que no se produciría hasta que se completaran las dos secuelas de Avatar, afirmando que "Battle Angel no va a suceder en unos años". Según Cameron, su razón para producir Avatar primero es porque cree que la película puede aumentar la conciencia pública sobre la necesidad de protección del medio ambiente.

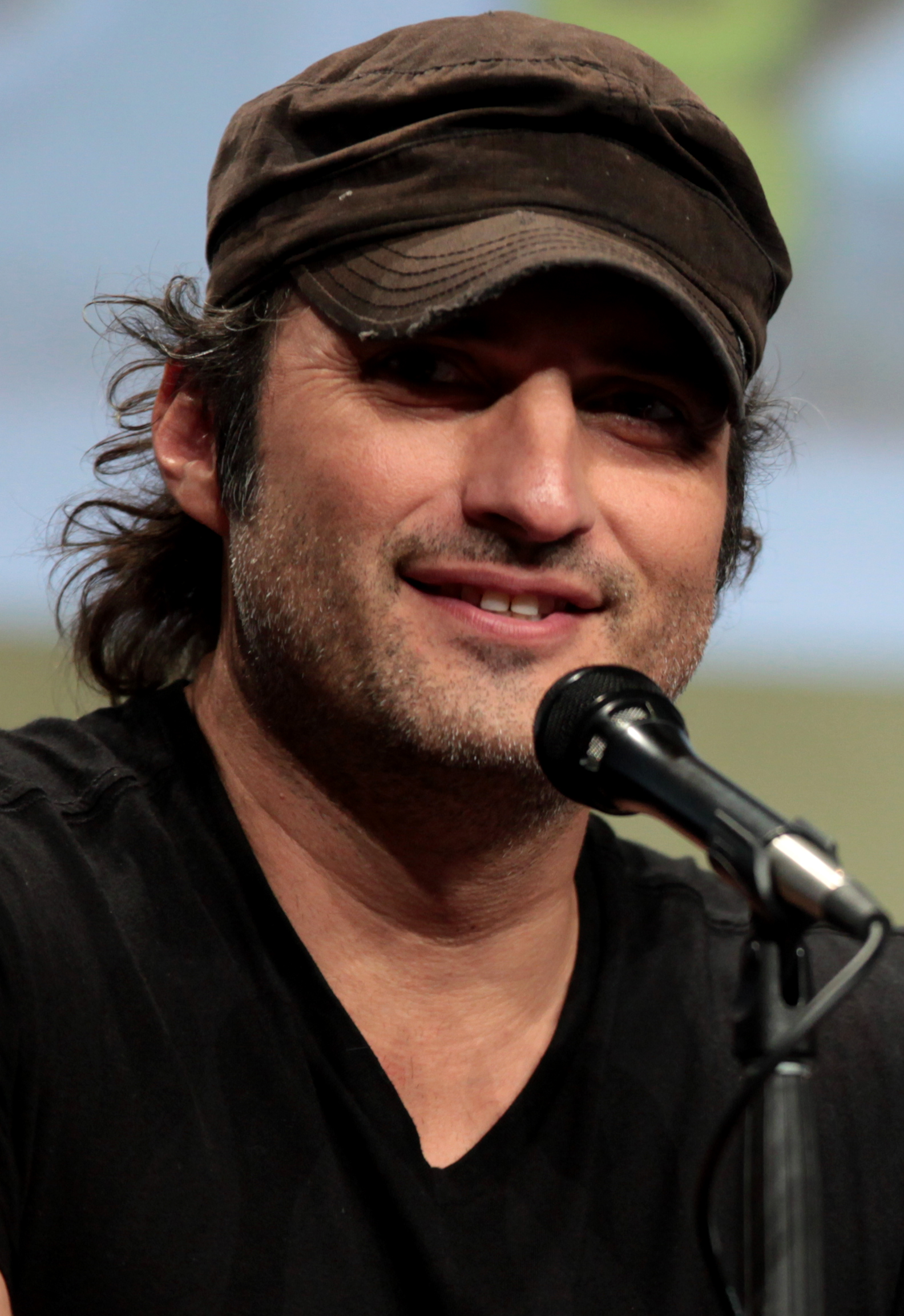
Robert Rodriguez, el director de la película.

Durante una entrevista con Alfonso Cuarón en julio de 2013, Cameron fijó 2017 como la fecha en que comenzaría la producción de la película. En octubre de 2015, The Hollywood Reporter informó que el director Robert Rodríguez estaba en negociaciones para dirigir la película, ahora titulada Alita: Battle Angel, y Cameron se uniría como productor junto a Jon Landau. Cameron trajo a Rodríguez para condensar y combinar el guion de 186 páginas de Cameron y unas 600 páginas de notas en lo que podría ser el guion de rodaje. Satisfecho con el trabajo de Rodríguez en el guion de rodaje, Cameron le ofreció el puesto de director.
En abril de 2016, The Hollywood Reporter informó que 20th Century Fox aún no había dado luz verde a la película, ya que intentaban reducir el presupuesto a algo menos de $175-$200 millones. El artículo también anunciaba que Rodríguez había sido firmado como director. A finales de mayo de 2016, Fox programó la película para una fecha de lanzamiento del 20 de julio de 2018.

### Preproducción
Con James Cameron como posible director, la película se produciría con la misma mezcla de imágenes de acción real y generadas por computadora que Cameron usó en Avatar. Específicamente, Cameron tenía la intención de representar al personaje principal, Alita, completamente en CGI. Cameron ha declarado que utilizaría las tecnologías desarrolladas para Avatar para producir la película, como el Sistema de cámara Fusion, la captura de movimiento facial y la Simulcam. En mayo de 2006, Variety informó que Cameron había pasado los últimos diez meses desarrollando tecnología para producir la película.
En octubre de 2018, Mark Goerner, un artista digital que había trabajado en la película durante un año y medio, comentó que el trabajo de preproducción de la película estaba casi terminado.
En una entrevista de febrero de 2019, Cameron reveló que estableció la ciudad flotante de Zalem en Panamá, específicamente la Ciudad de Panamá. Explicó que la ciudad de Zalem no está flotando, sino que cuelga de un ascensor espacial, que solo funcionaría físicamente cerca del ecuador. Como resultado de la nueva ubicación, Iron City fue diseñada con señalización española y arquitectura latinoamericana.

### Casting
Un artículo de abril de 2016 en The Hollywood Reporter informó que Maika Monroe, Rosa Salazar y Zendaya estaban entre las actrices finales consideradas para tomar el papel de Alita en la película, con una decisión pendiente dentro de unas pocas semanas. El artículo  informaba que la ex coprotagonista de Zendaya, Bella Thorne, también había hecho una audición para el papel. Cerca de finales de mayo de 2016, Collider informó que Salazar había sido elegida.
En agosto de 2016, se informó que Christoph Waltz estaba en negociaciones para interpretar al Dr. Dyson Ido, el equivalente de Daisuke Ido del manga original. El 14 de septiembre de 2016, se anunció que Jackie Earle Haley había sido elegido como villano cyborg. El 21 de septiembre de 2016, Variety informó que Ed Skrein estaba en conversaciones para un papel en la película; The Hollywood Reporter luego confirmó que había sido elegido como el antagonista de Zapan.
El 30 de septiembre de 2016, se informó que Keean Johnson fue elegida en la película para interpretar a Hugo, el interés amoroso de Alita, quien más tarde se convierte en la razón para que ella juegue un juego de estilo gladiador llamado Motorball. El estudio también consideró a Avan Jogia, Douglas Booth, Jack Lowden y Noah Silver para el papel, pero decidió a Johnson porque estaban buscando a alguien más "étnicamente ambiguo". Según los informes, el 3 de octubre de 2016, Mahershala Ali estaba en conversaciones por el malvado papel de Vector, un hombre que manipula partidos de combate de Motorball. En una entrevista después de su victoria como Mejor Actor de Reparto en la 89.ª entrega de los Premios de la Academia, Ali reveló que interpretaría dos papeles en la película, aunque no dio detalles sobre la naturaleza del segundo papel.
El 5 de octubre de 2016, se informó que Eiza González se había unido a la película. González es uno de los protagonistas de la serie de televisión de Rodríguez From Dusk till Dawn: The Series. Jorge Lendeborg Jr. fue anunciado para un papel en la película el 7 de octubre de 2016. Interpretará al amigo de Hugo. Se informó que Lana Condor se unió al elenco el 11 de octubre de 2016, retratando a la adolescente huérfana Koyomi. El 18 de octubre de 2016, Leonard Wu fue elegido como el cyborg Kinuba. Marko Zaror se unió al elenco como el cyborg Ajakutty en diciembre de 2016. El 7 de febrero de 2017, Jennifer Connelly se unió a la película en un papel malvado desconocido. Michelle Rodríguez fue anunciada de manera retroactiva para un papel el 22 de febrero de 2017, después de que la película había completado el rodaje.

### Rodaje
La película comenzó a rodarse en los Troublemaker Studios de Robert Rodriguez en Austin, Texas, el 17 de octubre de 2016, y concluyó el 9 de febrero de 2017. A fines de enero de 2017, se realizó una llamada de casting en busca de roqueros, punk o emo extras para filmar escenas en Austin en las noches del 3, 6 y 7 de febrero de 2017.

### Posproducción
Los efectos visuales fueron proporcionados por Weta Digital, DNEG y Framestore y supervisados por Joe Letteri, Eric Saindon, Nick Epstein, Raymond Chen y Nigel Denton-Howes. Weta Digital fue el proveedor principal del títere digital Alita, que requirió que la compañía rediseñara sus métodos de captura de movimiento para capturar todas las sutilezas y complejidades del desempeño de Salazar.

## Música
El 17 de diciembre de 2018, se anunció que Dua Lipa tendría una canción en la banda sonora de la película titulada "Swan Song". La canción y el video musical oficial fueron lanzados el 24 de enero de 2019 con el video musical oficial dirigido por Floria Sigismondi. Tom Holkenborg compuso la partitura de la película, así como "Swan Song" como coguionista. La banda sonora fue lanzada el 15 de febrero de 2019 por Milan Records.

Todas las canciones escritas y compuestas por Tom Holkenborg. 
| N.º | Título                          | Duración |  |
| 1.  | «Discovery»                     | 3:13     |  |
| 2.  | «I Don't Even Know My Own Name» | 5:44     |  |
| 3.  | «What's Your Dream?»            | 3:16     |  |
| 4.  | «Double Identity»               | 1:54     |  |
| 5.  | «The Warrior Within»            | 3:31     |  |
| 6.  | «A Dark Past»                   | 1:29     |  |
| 7.  | «In Time You'll Remember»       | 0:58     |  |
| 8.  | «Nova's Orders»                 | 2:48     |  |
| 9.  | «Jackers Mission»               | 2:36     |  |
| 10. | «Unlocking the Past»            | 3:52     |  |
| 11. | «Whose Body Is This?»           | 2:06     |  |
| 12. | «Grewishka's Revenge»           | 4:23     |  |
| 13. | «Broken Doll»                   | 2:34     |  |
| 14. | «With Me»                       | 5:41     |  |
| 15. | «I'd Give You My Heart»         | 3:07     |  |
| 16. | «You Just Lost a Puppet»        | 2:30     |  |
| 17. | «What Did You Do?»              | 3:41     |  |
| 18. | «In the Clouds»                 | 3:56     |  |
| 19. | «Raising the Sword»             | 1:43     |  |
| 20. | «Motorball»                     | 5:14     |  |

## Marketing
El primer avance de la película fue lanzado el 8 de diciembre de 2017, con un lanzamiento de julio de 2018 en mente. El metraje recibió una respuesta mixta, y la mayoría de los comentarios se centraron en la aparición del personaje titular, Alita. Andrew Liptak de The Verge declaró que "el personaje parece una muñeca de anime que cobra vida, o como un personaje de Disney que está a la altura de lo normal. Probablemente sea una elección deliberada, destinada a recordar a los espectadores en todo momento que Alita no es humana. Pero después de tantos años de animadores CGI tratando de imitar rostros humanos convincentes y sin éxito, sigue siendo inquietante ver a un personaje flotando tan cerca de lo realista, mientras se mantiene tan lejos de él". Adam Chitwood de Collider estaba intrigado y cautelosamente optimista, diciendo: "Esto parece una locura, y ahora está claro por qué Cameron estaba considerando dirigir esto en primer lugar. La elección de hacer de su protagonista una creación fotográfica real de CG que interactúe con personajes humanos reales es muy ambiciosa , y puedo decir con certeza que esto no se parece a nada que Robert Rodríguez haya hecho antes. No sé si será bueno, pero definitivamente parece que al menos será interesante".
Se mostró un segundo avance en SDCC 2018 y llegó a Internet el 23 de julio de 2018, con un lanzamiento de diciembre de 2018 en mente. El tráiler presentaba una versión de "New Divide" de Linkin Park, cubierta por el compositor J2 con el vocalista Avery. El tercer tráiler se lanzó en noviembre de 2018, casi un año después del lanzamiento del primer tráiler.
El 20 de noviembre de 2018 se lanzó una novela vinculada, escrita por el autor de ciencia ficción Pat Cadigan. Titulada Iron City, la historia de la novela actuó como una precuela centrada en algunos de los residentes que vivían en Iron City antes de los eventos de la película. También se lanzó una adaptación de audiolibros de la novela en la misma fecha, narrada por Brian Nishii. Junto con el lanzamiento de la película, se publicó otra novela titulada Dr. Ido's Journal por Nick Aires el 19 de febrero de 2019. Robert Rodriguez firmó trescientas copias de The Art and Making of the Movie de Abbie Bernstein en edición limitada. La novela oficial de la película fue lanzada en la misma fecha, escrita por Pat Cadigan.
En enero de 2019, Cameron y 20th Century Fox se asociaron con Open Bionics para dar a Tilly Lockey, una amputada doble de 13 años, un par de Hero Arms biónicos inspirados en Alita para el estreno de la película en Londres.
En febrero de 2019, 20th Century Fox colaboró con Iam8bit para crear "Passport to Iron City", una recreación del escenario de la película para que los fanáticos hagan una gira. "Pasaporte a Iron City" está disponible en Nueva York, Los Ángeles y Austin.

## Estreno
La película tuvo su estreno mundial el 31 de enero de 2019, en el Leicester Square Theatre de Londres. El 28 de enero de 2019, Cameron anunció que la película ofrecería avances gratuitos de un día en los Estados Unidos el 31 de enero de 2019. La película fue lanzada por 20th Century Fox en los Estados Unidos el 14 de febrero de 2019, en formatos estándar, 3D, Dolby Cinema 3D e IMAX 3D. Originalmente estaba programado para ser lanzado el 20 de julio de 2018, pero en febrero de 2018, la película se retrasó hasta el 21 de diciembre antes de ser retrasada nuevamente a fines de septiembre a su fecha de lanzamiento final, con un PG- 13 cortes de Deadpool 2 tomando su lugar.
La película se estrenó en Hong Kong, Indonesia, Corea del Sur, Macao, Malasia, Singapur y Taiwán el 5 de febrero de 2019, con motivo del Año Nuevo Lunar. Filipinas el 6 de febrero, India el 8 de febrero y Japón y China continental el 22 de febrero.
También es notable por ser la película final de Fox que se lanzará como un estudio independiente, ya que un mes más tarde, el 19 de marzo de 2019, el estudio fue adquirido por The Walt Disney Company y distribuiría futuras películas debajo de ellos a partir del lanzamiento de Breakthrough.

### Versión Casera
Alita: Battle Angel fue lanzado por 20th Century Fox Home Entertainment en plataformas digitales el 9 de julio de 2019, con Blu-ray, 4K Ultra HD y lanzamientos de DVD a partir del 23 de julio. La versión 4K fue el primer lanzamiento 4K de Fox en utilizar Dolby Vision (junto con el formato rival HDR10 + en el mismo disco; Fox ya había lanzado películas en ese formato y era un patrocinador) e incluye una versión 3D adicional de la película en un disco separado. Fue un éxito en el video casero durante dos semanas seguidas.

## Recepción

### Taquilla
Alita: Battle Angel recaudó $ 85.7 millones en los Estados Unidos y Canadá, y $319.1 millones en otros territorios, para un total mundial de $404.9 millones, contra un presupuesto de producción de $170 millones. Las estimaciones varían para el total bruto mundial que la película necesitaba para alcanzar el punto de equilibrio, con los expertos de Fox declarando $350 millones, pero las publicaciones financieras externas fijan el monto en $400–500 millones. Algunos sostienen que la película se rompió incluso al final de su carrera teatral, otros enumeraron sus pérdidas de hasta $53 millones.

#### Norteamérica
En los Estados Unidos y Canadá, se proyectó inicialmente que la película recaudaría entre 18 y 22 millones de dólares en su primer fin de semana, y alrededor de 25 millones de dólares desde 3790 salas de cine durante sus primeros cuatro días. Después de ganar $8.7 millones en su primer día (incluidos $2.4 millones de las previsualizaciones del miércoles por la noche), las proyecciones de cinco días se incrementaron a $36-40 millones. Luego ganó $7.5 millones en su segundo día de lanzamiento y debutó con $28.5 millones en el fin de semana, terminando primero en la taquilla. También tuvo un ingreso bruto de cuatro días de $36.5 millones y un total de cinco días de $43 millones. La audiencia de apertura del fin de semana consistió en 60% hombres y 40% mujeres, con datos demográficos que incluyeron 44% blancos, 21% hispanos, 15% asiáticos y 14% afroamericanos. La película cayó un 58% en su segundo fin de semana, ganando $12 millones y terminando en segundo lugar detrás del recién llegado Cómo entrenar a tu dragón 3, y luego ganó $7 millones en su tercero, terminando tercero.

#### Otros territorios
Alita abrió una semana antes en 11 mercados internacionales (incluidos diez países asiáticos y el Reino Unido), donde recaudó 32 millones de dólares en su primer fin de semana. Se abrió en el número dos en Corea del Sur con $10.9 millones, primero en Taiwán con $4.2 millones (donde fue la cuarta apertura más grande de Fox en la historia), $4.2 millones en el Reino Unido (con un 42% de programas 3D) y $ 2.9 millones en Malasia (donde fue la segunda apertura más grande de Fox). En su segundo fin de semana internacional, la película recaudó $56.2 millones de 86 mercados, con lo que su ingreso bruto internacional fue de $94.4 millones. Fue la segunda película más taquillera del fin de semana con 84 millones de dólares en todo el mundo, detrás de la película china La Tierra errante.
En China, Alita ganó $1 millón de anticipos de medianoche antes del lanzamiento. Tuvo un ingreso bruto de $20 millones en China el 22 de febrero de 2019, superando las expectativas, y su proyección de fin de semana de apertura aumentó de $50 millones a más de $60 millones. El ingreso bruto diario de la película aumentó a $24.8 millones en su segundo día, para un ingreso bruto de dos días de $44.55 millones en China. La película tuvo un estreno de fin de semana bruto de $65 millones en China, por lo que es la mayor apertura de Fox de todos los tiempos en el país. También estableció un nuevo récord IMAX de febrero, con $9 millones (14%) de 603 pantallas IMAX en China. El público del primer fin de semana chino consistió en 54% de hombres y 46% de mujeres. En Japón, la película se lanzó con $3.2 millones en su primer fin de semana. En su tercer fin de semana internacional, encabezó la taquilla internacional con $92.5 millones en 82 mercados. La película también superó la taquilla mundial ese fin de semana con $104.4 millones.

### Crítica
En el agregador de reseñas Rotten Tomatoes, Alita: Battle Angel tiene una calificación de aprobación del 61% basada en 312 reseñas, con una calificación promedio de 6/10. El consenso crítico del sitio web dice: "Alita: la historia de Battle Angel lucha por mantenerse al día con sus efectos especiales, pero los fanáticos de la acción futurista de ciencia ficción aún pueden encontrarse más que suficientemente entretenidos". En Metacritic, la película tiene un peso puntaje promedio de 53 de 100, basado en 49 críticos, que indica "revisiones mixtas o promedio". El público encuestado por CinemaScore le dio a la película una calificación promedio de "A–" en una escala de A + a F, mientras que aquellos en PostTrak le dieron un puntaje positivo general del 78% y una "recomendación definitiva" del 59%.
Michael Nordine de IndieWire le dio a la película una calificación de "B +", diciendo: "Alita: Battle Angel es la mejor película [de Rodríguez] desde que trajo la novela gráfica de Frank Miller a la pantalla, una epopeya de ciencia ficción que hace algo raro en una época. de infinitas adaptaciones y reinicios: hace honor a su potencial y te deja con ganas de más". Escribiendo para Variety, Guy Lodge elogió el esfuerzo de Rodríguez pero calificó la película como "confusa" y escribió: "Esta historia de origen ciberpunk basada en manga es una Escaparate de efectos bastante alegre, agobiado por un Frankenstory prolongado y desafiado por el alma que se cortocircuita cada vez que se mueve". Mónica Castillo de RogerEbert.com escribió que la "bonanza visual cocinada por Rodríguez, el cinematógrafo Bill Pope y los editores Stephen E. Rivkin e Ian Silverstein son suficientes para superar cualquier obstáculo narrativo con acción de ritmo rápido e imágenes sombrías pero coloridas", y le dieron a la película 2.5 de 4.

### Premios y nominaciones
La película fue nominada a Mejor Película de Ciencia Ficción en los 45th Saturn Awards. También fue nominado para un premio de la Asociación Profesional de Hollywood. También se presentó para consideración de Oscar FX. Sin embargo, no entró.
| Premio                                     | Fecha de ceremonia       | Categoría                                                   | Nominado(s)                                                                      | Resultado | Ref.    |
| ------------------------------------------ | ------------------------ | ----------------------------------------------------------- | -------------------------------------------------------------------------------- | --------- | ------- |
| 45th Premios Saturn                        | 13 de septiembre de 2019 | Mejor Película de Ciencia Ficción                           | Alita: Battle Angel                                                              | Nominada  | [ 117 ] |
| Premios de la Sociedad de Efectos Visuales | 29 de enero de 2020      | Excelentes Efectos Visuales en una Característica Fotorreal | Richard Hollander, Kevin Sherwood, Eric Saindon, Richard Baneham, Bob Trevino    | Nominados | [ 121 ] |
| Premios de la Sociedad de Efectos Visuales | 29 de enero de 2020      | Excelente Personaje Animado en una Película Fotorreal       | Michael Cozens, Mark Haenga, Olivier Lesaint, Dejan Momcliovic (por "Alita")     | Ganadores | [ 121 ] |
| Premios de la Sociedad de Efectos Visuales | 29 de enero de 2020      | Excelente Entorno Creado en una Característica Fotorreal    | John Stevenson-Galvin, Ryan Arcus, Mathias Larserud, Mark Tait (por "Iron City") | Nominados | [ 121 ] |
| Premios de la Sociedad de Efectos Visuales | 29 de enero de 2020      | Excelente Fotografía Virtual en un Proyecto CG              | Emile Ghorayeb, Simon Jung, Nick Epstein, Mike Perry                             | Nominados | [ 121 ] |
| Premios de la Sociedad de Efectos Visuales | 29 de enero de 2020      | Composición Excepcional en una Característica Fotorreal     | Adam Bradley, Carlo Scaduto, Hirofumi Takeda, Ben Roberts                        | Nominados | [ 121 ] |

## Demanda judicial
El 30 de enero de 2019, Epic Stone Group, una compañía multimedia con sede en Florida, demandó a 20th Century Fox por infracción de marca registrada por el nombre "Battle Angel". La demanda alega que Epic Stone Group había presentado la marca registrada de "Angel" en 2009 para juegos de computadora, figuras de acción y otras mercancías, y había presentado una nueva solicitud en abril de 2018 para usar el nombre en DVD, libros electrónicos, películas y programas de televisión.
El 30 de mayo de 2019, Epic Stone Group presentó una demanda para desestimar su demanda por infracción de marca registrada contra 20th Century Fox con prejuicio.

## Futuro
Cameron y Rodríguez han insinuado que la película podría conducir a múltiples secuelas. El 6 de febrero de 2019, anunciaron que tienen planes para Alita: Battle Angel 2 en el futuro. El reparto de Edward Norton en un papel no hablado como Nova en esta película tenía la intención de ser una preparación para la secuela. Además, los cameos no acreditados de Michelle Rodríguez y Jai Courtney estaban destinados a establecer papeles más grandes en una secuela.
En una entrevista con BBC Radio 1, Cameron explicó la razón para reorganizar el título de la película a partir del material fuente inicial, permitiendo las posibilidades de títulos posteriores, "Es Alita, Ángel de Batalla. Porque el próximo será "Alita: Ángel Caído" y luego Alita... ya sabes "Angel vengadora" y luego Alita lo que sea. Quiero decir, suponiendo que ganemos algo de dinero".